# Kralanh
Kralanh är ett distrikt i Kambodja.   Det ligger i provinsen Siem Reap, i den västra delen av landet, 270 km nordväst om huvudstaden Phnom Penh.